# Aralia malabarica
Espèce
Statut de conservation UICN

 VU (needs updating) B1+2c : Vulnérable
Aralia malabarica est une espèce de plantes à fleurs de la famille des Araliacées endémique d'Inde.

## Répartition
Cette espèce est présente dans les états du Kerala et Tamil Nadu en Inde.